# 26104 Masayukimori
26104 Masayukimori este o planetă minoră (asteroid) din centura de asteroizi. A fost descoperită pe 11 noiembrie 1990 la Kitami Observatory⁠(d) de Kin Endate și a fost numită după Masayuki Mori⁠(d). 
Obiectul prezintă o orbită caracterizată de o semiaxă mare de 2,4828473 UAi, o excentricitate de 0,2, o înclinație de 9,69778 ° în raport cu ecliptica.